# Fernando Solís Lara
Fernando Javier Solís Lara (Valdivia, 27 de febrero de 1966) es un presentador profesional de radio y televisión chileno. Es uno de los locutores más reconocidos de Chile.

## Locuciones

### Televisión
Internacionalmente reconocido por su trabajo durante más de 33 años en radio y televisión, es la voz oficial del canal de televisión chileno, TVN, además de realizar varios comerciales entre los comerciales están la Universidad Andrés Bello, el Festival Internacional de la Canción de Viña del Mar, Transantiago (actual Red Metropolitana de Movilidad), entre otros.
Su trabajo ha traspasado las fronteras con su participación en los Latin American MTV Video Music Awards y en las radios argentinas Fisherton CNN y Aspen (actualmente ya retirado), además realizaba las presentaciones en el canal Universal Channel. También ha puesto su voz para el canal América TV, Star Channel, Fox Sports, FX, FXM, NatGeo, Nat Geo Kids, ESPN, Star+ y el Canal Caracol con el Slogan Todos Contamos a Colombia. Su voz se escucha en canales como Teletrak TV, Fox Sports y MTV Latinoamérica. También es el actor de doblaje de Neil deGrasse Tyson en la serie Cosmos: Una odisea espacio-tiempo de NatGeo.

### De gobierno
A partir del 11 de marzo de 2010, con el cambio de Gobierno en Chile y la llegada del Presidente Sebastián Piñera, la Secretaría de Comunicaciones del Ministerio Secretaría General de Gobierno seleccionó a Fernando Solís como la voz en off de las introduciones y desconexiones de las cadenas nacionales voluntarias de radio y televisión del Gobierno de Chile, oportunidad en la que el propio Solís lo había hecho anteriormente, durante el mandato presidencial de Eduardo Frei Ruiz-Tagle (1994-2000).[cita requerida] Hasta el 11 de marzo de 2010, esta función la ejercía su compañero de trabajo y locutor Jaime Davagnino.
También ha trabajado para el Gobierno de Argentina, más precisamente en spot publicitarios de Tecnópolis y el Polo Audiovisual Isla Demarchi.

### Radios
Sus inicios fueron en Radio Coral de Puerto Montt en 1983 y Radio San Sebastián Valdivia cuando aún era estudiante en la ciudad de Valdivia.
Fernando también es la voz oficial de las siguientes radios:
| País      | Ciudad                       | Radio                           |
| --------- | ---------------------------- | ------------------------------- |
| Chile     | Cobertura Nacional           | FM Dos                          |
| Chile     | Cobertura Nacional           | Radio ADN                       |
| Chile     | Región de Atacama            | Nostálgica FM                   |
| Chile     | Talca                        | Paloma 97.5 FM                  |
| Chile     | Talca                        | Marisol 101.5 FM                |
| Chile     | Talca                        | Más 106.7 FM                    |
| Chile     | San Pedro de Atacama         | Toconao Radio 102.9 FM          |
| Chile     | Taltal                       | Definición 98.3 FM              |
| Chile     | Limache                      | Radio Ámbar                     |
| Chile     | San Fernando                 | Manía 101.9 FM                  |
| Chile     | Valdivia                     | Ainil 94.9 FM                   |
| Chile     | Valdivia                     | Radio Exquisita 93.1 FM         |
| Uruguay   | Montevideo                   | Del Sol 99.5 FM                 |
| Uruguay   | Montevideo                   | Radio Sarandí 102.9 FM / 690 AM |
| Uruguay   | Montevideo                   | Del Plata 95.5 FM               |
| Paraguay  | Asunción                     | Radio Corazón 99.1 FM           |
| Paraguay  | Asunción                     | FM Popular 103.1 FM             |
| Argentina | Pinamar                      | Planet Music 99.5 FM            |
| Argentina | Mar del Plata                | Planet Music 101.1 FM           |
| Argentina | Mendoza                      | RED101 FM 101.5 MHz             |
| Argentina | Entre Ríos                   | Extremo FM 87.9 MHz             |
| Colombia  | Cobertura Nacional           | W Radio                         |
| Colombia  | Cobertura Nacional           | Caracol Radio                   |
| Perú      | Cobertura Nacional           | Radio Oxígeno                   |
| Bolivia   | Santa Cruz Cochabamba La Paz | Eres Radio                      |

## Otros trabajos
Colabora con la banda valdiviana Sexual Democracia en la intro del tema Profanador de cunas de su disco Buscando Chilenos, intro que simula un diálogo entre un hombre mayor (el "profanador de cuna") y una colegiala de 13 años, cuyas voces son interpretadas respectivamente por Solís y por el vocalista de la banda, Miguel Barriga.
También participa en la serie infantil 31 minutos, donde realiza la voz del Sr. Eusebio Manguera, el dueño del canal donde se emite el ficticio noticiero. Además, con la banda de 31 minutos participó en el Festival de Viña del Mar 2013, en la voz de la canción «La regla primordial».
También ha sido voz en la Parada Militar de Chile.